# Grünwaldpark

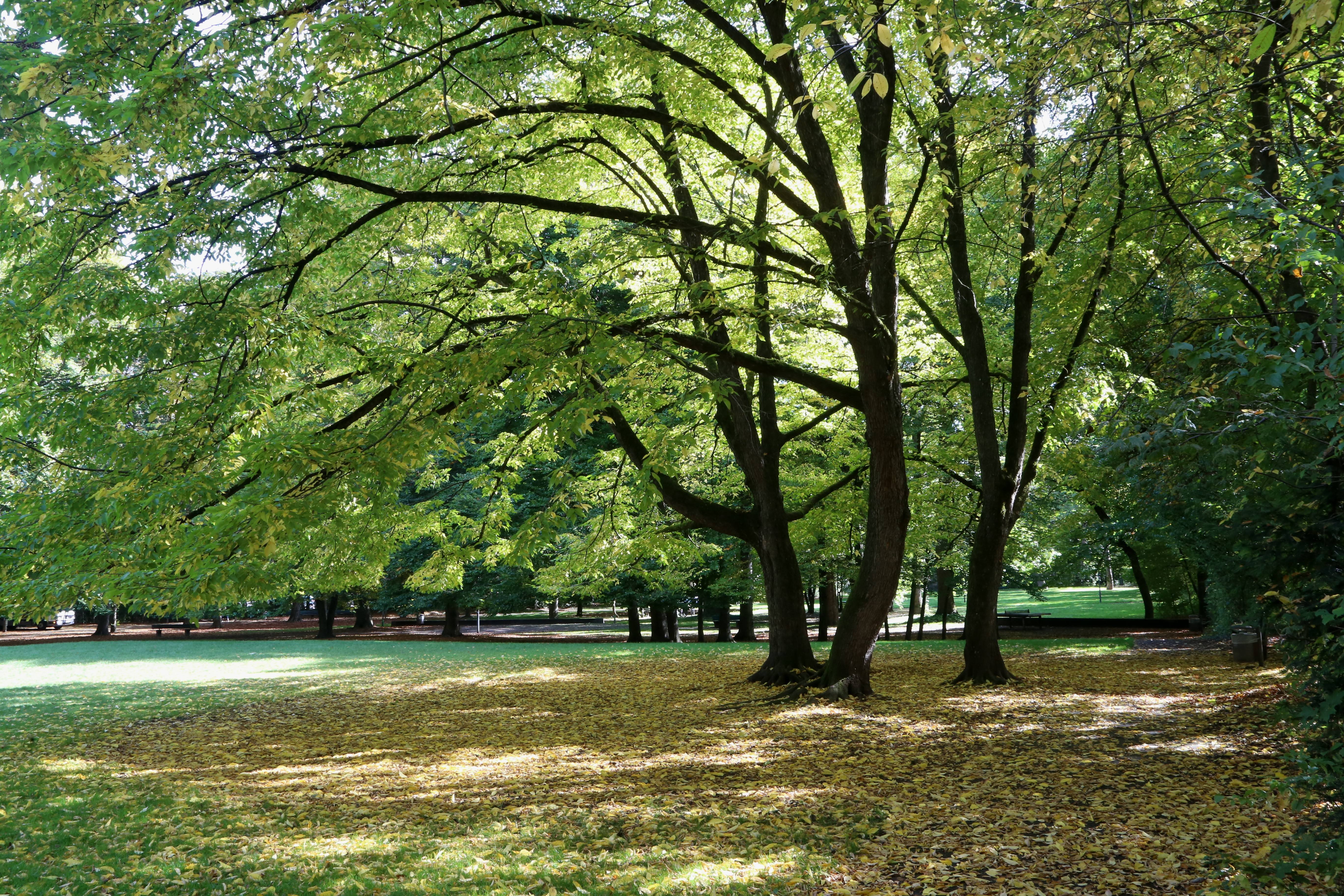
Grünwaldpark

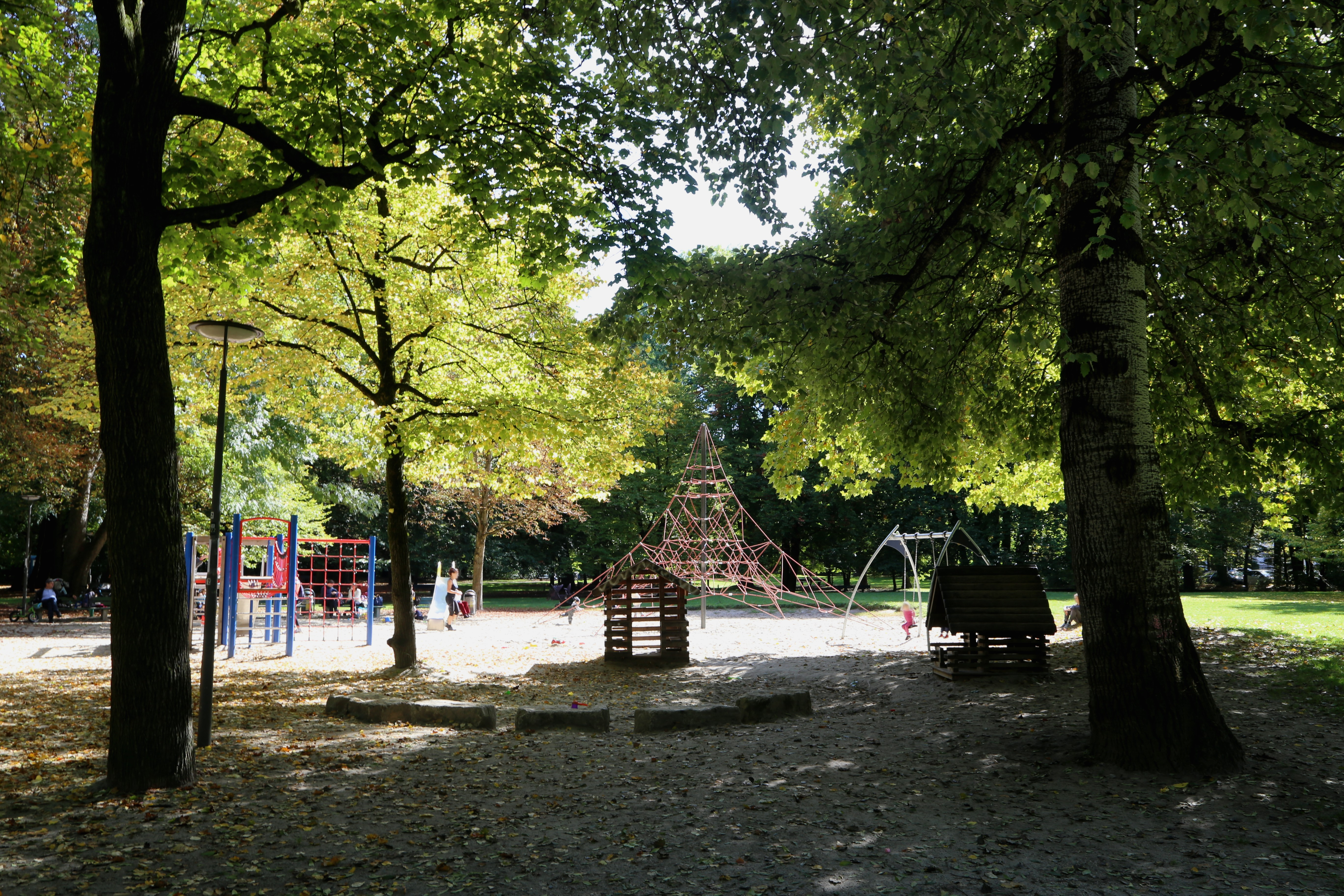
Spielplatz

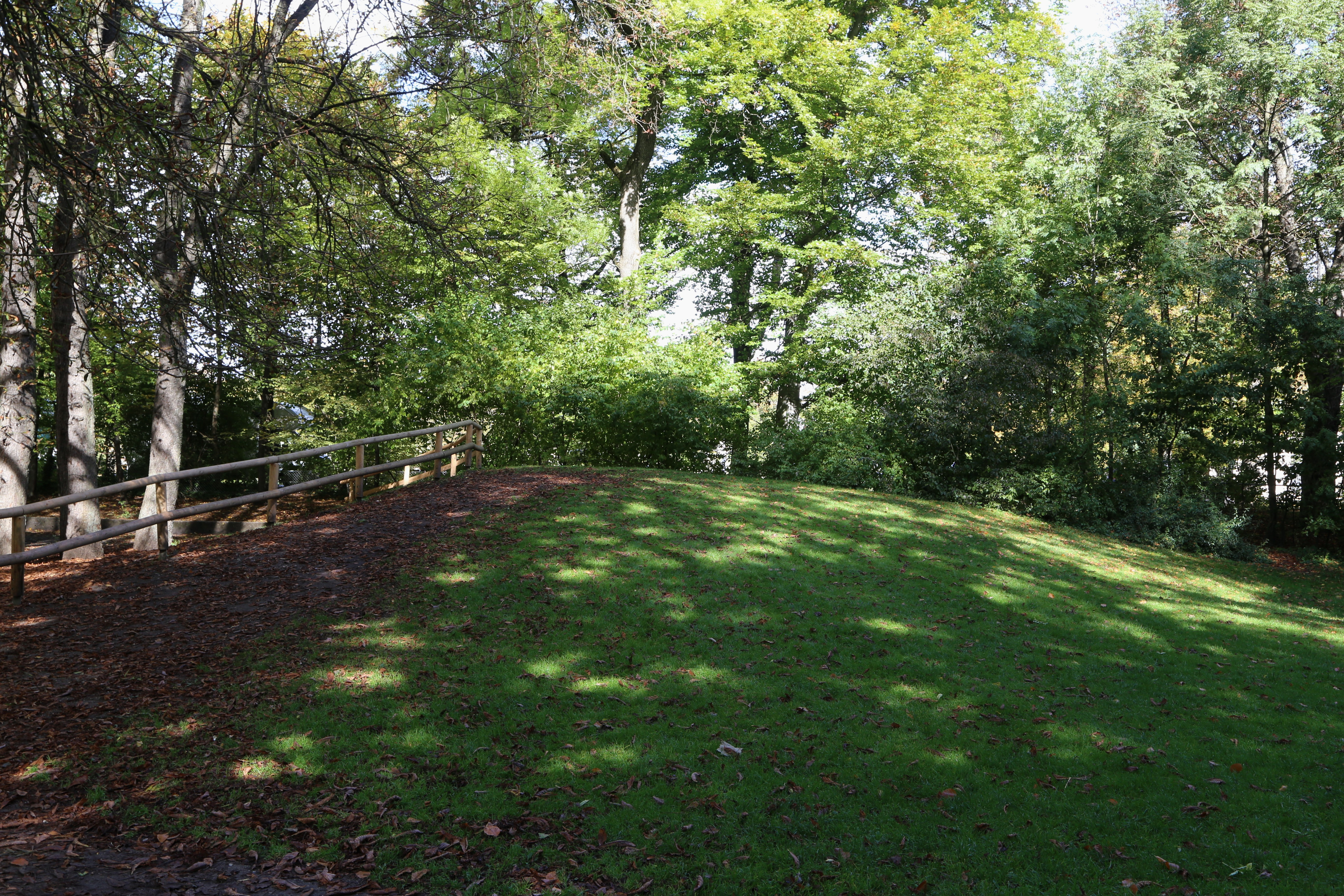
Rodelhügel

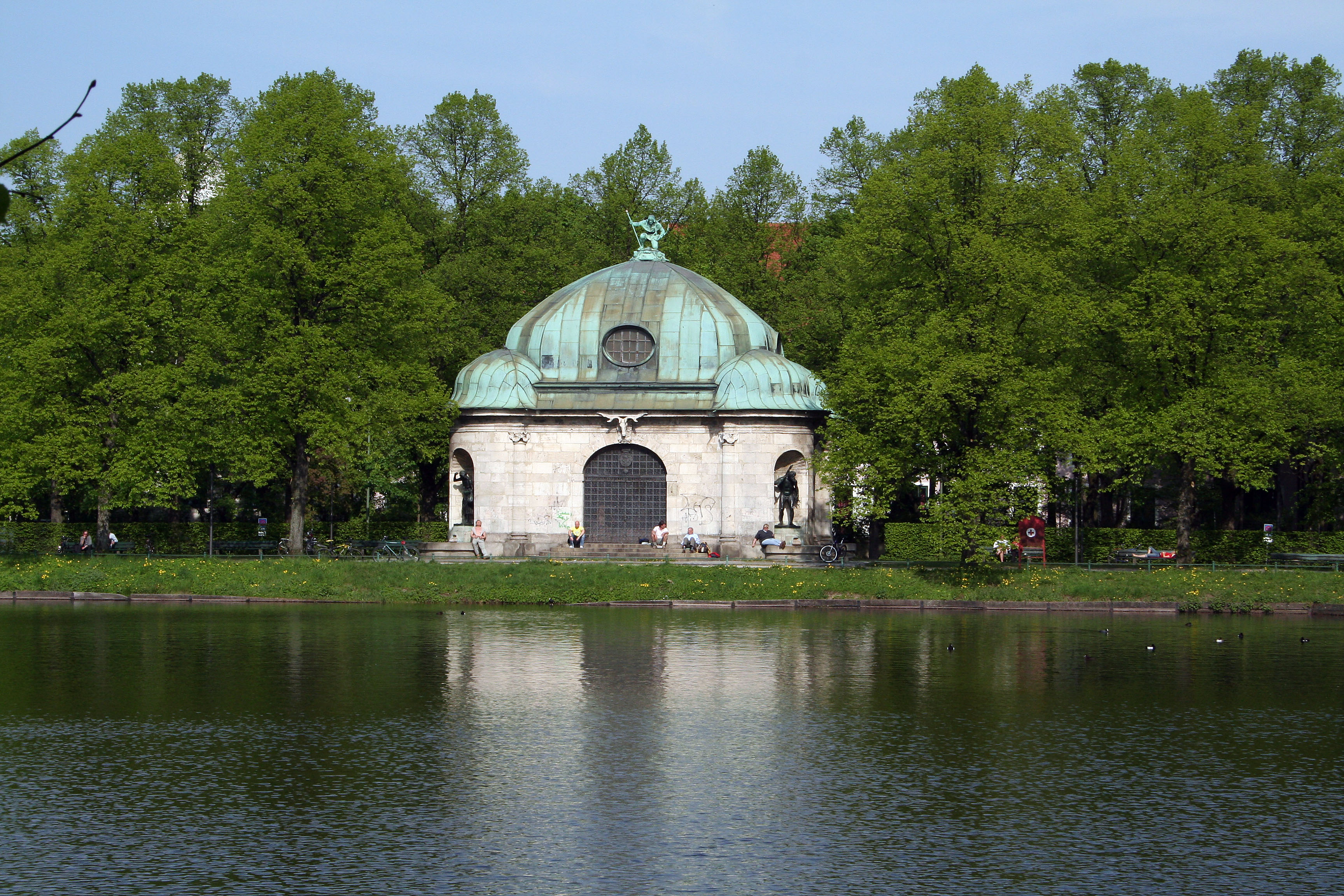
Hubertusbrunnen

Der Grünwaldpark ist ein drei Hektar großer Park im Münchner Stadtteil Neuhausen-Nymphenburg.

## Beschreibung
Der Park liegt zwischen Nymphenburger Straße, Waisenhausstraße und Südlicher Auffahrtsallee. Im Park befinden sich ein Spielplatz, ein Streetballplatz und ein Rodelhügel. An der Abzweigung der Waisenhausstraße von der Nymphenburger Straße befindet sich eine Straßenbahnumkehrschleife. Der Grünwaldpark liegt im Landschaftsschutzgebiet Nymphenburg (LSG-00588.01).

## Umgebung
Direkt an der Waisenhausstraße 4 liegt die Präsidentenvilla, ein neubarocker schlossartiger Bau, von Hans Schnetzer um 1925 gebaut und heute (2017) Sitz der Bayerischen Architektenkammer, daneben das Haus der Architektur. Nordöstlich des Parks liegt das Münchner Waisenhaus. Nördlich der Südlichen Auffahrtsallee am Schlosskanal befindet sich der Hubertusbrunnen. In Parknähe liegen die Herz-Jesu-Kirche (südlich) und die Villenkolonie Neuwittelsbach (westlich).

## Geschichte
1892 gab es bereits die Pferdebahnlinie: Grünwaldpark – Karlsplatz – Promenadeplatz – Adalbertstraße.